# Рыбное (Нижегородская область)
Рыбное — опустевшая деревня в Тонкинском районе Нижегородской области. Входит в сельское поселение Пакалевский сельсовет.

## География
Находится на расстоянии примерно 28 километров по прямой на юго-запад от районного центра поселка Тонкино.

## История
В 1870 году было учтено дворов 3 и жителей 27, в 1916 году 14 и 83 соответственно. Был развит лесной  промысел. В годы коллективизации был основан колхоз «Раннее утро».

## Население
Постоянное население  составляло 2 человека (русские 100%) в 2002 году, 0 в 2010 .